# TeenAngels II
TeenAngels II es el segundo trabajo discográfico de estudio y segundo disco de la banda Teen Angels. Sus canciones corresponden a la banda sonora de la novela Casi ángeles, serie de la cual la banda se desprendió. Teen Angels está formada por Peter Lanzani, Lali Espósito, Gastón Dalmau, China Suárez y Nicolás Riera, los artistas principales del disco.

## Información del disco
El disco contiene interpretaciones de la banda Teen Angels y la participación especial de Emilia Attias y Nicolás Vázquez, protagonistas de la novela con participación en el disco anterior, TeenAngels I. El disco cuenta también con una pequeña participación por parte de Pablo Martínez que forma parte del elenco juvenil de la novela.
El disco fue certificado doble platino por la Cámara Argentina de Productores de Fonogramas y Videogramas (CAPIF), como reconocimiento a la buena aceptación y desempeño de ventas del mismo en Argentina.

## Contenido del disco
El disco contiene trece temas, tres de ellos interpretados por los protagonistas de Casi Ángeles, Emilia Attias y Nicolás Vázquez. Los sencillos de este álbum fueron «A ver si pueden» y «A decir que si»; coronándose durante ese año como las canciones más populares de Argentina en aquel año.
El disco contiene tres solos: interpretados por Peter Lanzani, Gastón Dalmau y Lali Espósito. Esta última interpreta una canción a dúo con junto con China Suárez, la otra integrante femenina. Las cuatro restantes, son dos baladas de amor interpretadas por Emilia Attias y Nicolás Vázquez que forman la pareja principal de la telenovela y otros dos solos, uno interpretado por Vázquez y el otro por Pablo Martínez.

### Lista de canciones
| Teen Angels II |                   |                                                             |                                                             |          |  |
| N.º            | Título            | Letras                                                      | Música                                                      | Duración |  |
| 1.             | «A Decir Que Sí»  | María Cristina De Giacomi Fernando López Rossi Pablo Durand | María Cristina De Giacomi Fernando López Rossi Pablo Durand | 2:40     |  |
| 2.             | «A Ver Si Pueden» | De Giacomi                                                  | López Rossi Durand                                          | 3:35     |  |
| 3.             | «Hay Un Lugar»    | De Giacomi                                                  | López Rossi Durand                                          | 3:18     |  |
| 4.             | «Un Paso»         | De Giacomi                                                  | López Rossi Durand                                          | 3:12     |  |
| 5.             | «Señas Tuyas»     | De Giacomi                                                  | López Rossi Durand                                          | 3:36     |  |
| 6.             | «Nena»            | De Giacomi                                                  | López Rossi Durand                                          | 3:53     |  |
| 7.             | «Puedo Ser»       | De Giacomi                                                  | López Rossi Durand                                          | 4:09     |  |
| 8.             | «Río de Besos»    | De Giacomi López Rossi Durand                               | De Giacomi López Rossi Durand                               | 2:55     |  |
| 9.             | «El Espejo»       | De Giacomi                                                  | López Rossi Durand                                          | 4:13     |  |
| 10.            | «No Más Goodbye»  | De Giacomi                                                  | López Rossi Durand                                          | 3:02     |  |
| 11.            | «De Cabeza»       | De Giacomi                                                  | López Rossi Durand                                          | 3:45     |  |
| 12.            | «Alguien»         | De Giacomi                                                  | López Rossi Durand                                          | 3:19     |  |
| 13.            | «Estoy Listo»     | De Giacomi                                                  | López Rossi Durand                                          | 3:15     |  |

## Reediciones
En el año 2009 se lanza un CD+DVD exclusivo para México, que contiene el segundo disco de la banda. El DVD contiene los videoclips de la primera y segunda temporada de Casi Ángeles e imágenes de los detrás de escena de los videoclips de "A decir que sí" y "A ver si pueden" más algunos cambios en la tapa.

## Tour del disco
Con este álbum, recorrieron varias provincias argentinas como Córdoba, Santa Fe, Mendoza, Salta, congregando miles de espectadores. Durante la mitad del año se presentaron en el Teatro Gran Rex, logrando nuevamente gran éxito en la asistencia. Durante ese año también se presentaron en parte parte de Latinoamérica.

## Posicionamiento en listas

### Semanales
| Lista (2008)      | Mejor posición |
| ----------------- | -------------- |
| Argentina (CAPIF) | 1              |

### Listas anuales
| Lista (2008)      | Mejor posición |
| ----------------- | -------------- |
| Argentina (CAPIF) | 7              |

## Certificaciones
| Territorio      | Organismo certificador | Certificación | Ventas certificadas | Ref.  |
| --------------- | ---------------------- | ------------- | ------------------- | ----- |
| América del Sur |                        |               |                     |       |
| Argentina       | CAPIF                  | 2× Platino    | 80 000              | [ 7 ] |